# Usinage par ultrasons
Pour un article plus général, voir Usinage.
 (septembre 2024).

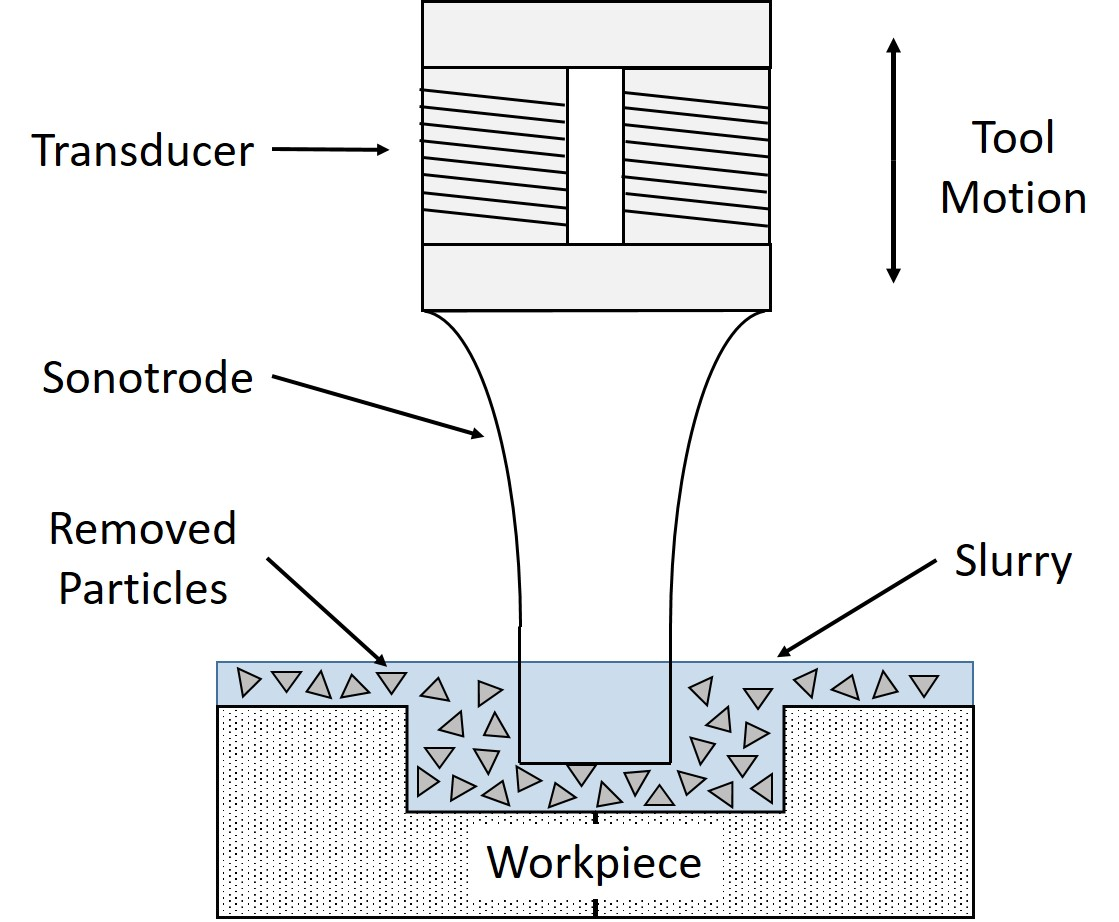
Schéma de l'usinage par ultrason.

L’usinage par ultrasons est un procédé d'usinage abrasif sans contact entre la pièce et l’outil (sonotrode), celui-ci vibrant à fréquence ultrasonique.

## Principe
Il s’appuie sur trois phénomènes physiques pour enlever la matière : le cisaillement, l’érosion, l’abrasion. Ainsi cette méthode consiste à projeter des particules abrasives très dures sur la pièce à usiner, à l’aide d’une sonotrode (l’outil), vibrant à fréquence ultrasonore. L’abrasif est volontairement injecté à l’aide d’un fluide entre l’outil et la pièce.
Il consiste à utiliser un outil composé d’un matériau relativement tendre, dont l’extrémité, animée d’un mouvement vibratoire à fréquence ultrasonique, transfère une certaine quantité d’énergie à des particules abrasives. Ces particules sont en suspension dans un liquide interposé par arrosage entre l’outil et la pièce ; elles agissent à leur tour sur cette dernière pour en arracher de petits morceaux et l’user progressivement.
Par analogie avec une électrode, l’outil est souvent appelé « sonotrode ».
Ces convertisseurs piézoélectriques ont recours à l’effet piézoélectrique inverse : sous l’action d’un champ électrique, une contrainte proportionnelle est produite, dont le signe dépend du sens du champ. Il s’ensuit une déformation mécanique. Sous l’action d’un champ alternatif, une vibration mécanique est créée.
Pour pouvoir obtenir une amplitude de vibration suffisante (quelques micromètres à quelques dizaines de micromètres), on utilise des transducteurs.
On a donc trois actions:
- Une action mécanique : due à la projection et au martèlement des grains abrasifs contre la surface de la Pièce matériaux fragiles.
- Une érosion de cavitation: due aux variations de pression au sein du liquide, engendrées par les variations de la sonotrode.
- Une action chimique: due au fluide porteur, cette action est le plus souvent inutilisée.

## Utilisations
- Usinage de matières très dures ou très fragiles (silice, carbures, quartz, saphir, diamant, etc)
- perçage de trous de très petits diamètres de l’ordre de 0,4mm,
- usinage de formes complexe (trou carré et hexagonal),
- perçage de trou de petit diamètre très profond,
- Accéléromètres et gyromètres de haute précision entrant dans la conception des systèmes inertiels pour le guidage en aéronautique.
- Cadrans, lunettes et pièces de mouvements pour l’horlogerie.
- Micro valves, transducteurs piézoélectriques et implants pour le domaine médical.
- Résonateurs, capteurs de pression et de température (microélectronique),
- Verre de lunette (gavage et perçage).
- Wafers silicium, pyrex, quartz…
- Gravure sur matériaux métalliques.